# Porcellio emarginatus
Porcellio emarginatus är en kräftdjursart som beskrevs av Brandt 1833. Porcellio emarginatus ingår i släktet Porcellio och familjen Porcellionidae. Inga underarter finns listade i Catalogue of Life.